# Denis Oswald
Denis Oswald, född 9 maj 1947 i Neuchâtel, är en schweizisk före detta roddare.
Oswald blev olympisk bronsmedaljör i fyra med styrman vid sommarspelen 1968 i Mexico City.